# Костянтин Давидович (новгород-сіверський)
Костянтин Давидович (нар. після 1193) — князь новгород-сіверський XIII століття, згаданий на поз.51 Любецького синодика. У літописах не згадується.

## Факти
За різними версіями, син Давида Ольговича і молодший брат Мстислава Давидовича (і тоді народився після 1193 року) або син Давида Володимировича, згаданого на поз.32 Любецького синодика, і правнук Ігоря Святославича новгород-сіверського. Князі на поз.31-35 синодика вважаються Володимировичами (синами Володимира Ігоровича чи Володимира Святославича) з тієї причини, що на поз.36 згаданий Володимир також без по батькові. За версією А. Кузьміна, новгород-сіверський князь Костянтин Давидович та його син Тимофій були родичами князя Патрикія Давидовича стародубського.
Костянтин згаданий у синодику з сином Тимофієм, що може означати, що Тимофій не був самостійним князем і, можливо, не пережив батька. Судячи з усього наступником Костянтина був брат Святослав, згаданий у Введенському синодику після нього на поз.76.